# 戈源
戈源（1738年—1800年），字仙舟、號橘浦，直隸省河間府獻縣（今河北省獻縣）人，清朝政治人物。同進士出身。

## 生平
乾隆十八年（1753年），鄉試中舉。乾隆十九年（1754年）聯捷甲戌科進士，時年十九歲。授戶部額外主事上學習行走。乾隆二十七年，任戶部陝西司主事，升戶部廣西司員外郎。乾隆三十年，任戶部山東司郎中、寶泉局監督。
乾隆三十三年（1768年），任順天鄉試同考官，改山西道監察御史。乾隆三十九年，再任順天鄉試同考官。改任山東道監察御史。乾隆四十四年，任河南鄉試副考官。歷改工科給事中、兵科掌印給事中。乾隆五十三年，改太僕寺少卿。乾隆五十七年（1792年），出督山西學政。

## 佚事
紀昀曾將三女兒許配戈源之子，然而年僅十歲即夭折。紀昀在《閱微草堂筆記》記載此事。